# Nils Olav
Nils Olav – pingwin królewski, maskotka norweskiej armii. 
Na co dzień żył w ogrodzie zoologicznym w Edynburgu, gdzie został wybrany przez norweską Straż Królewską jako maskotka w 1972. Otrzymał on swoje imiona po Nilsie Egelien, a także królu Olafie V.  Otrzymał stopień visekorporal (ang. Lance Corporal), 10 lat później, w 1982, został awansowany na stopień kaprala, a w 1987 roku został sierżantem. 
Zmarł wkrótce po tym, jednak norweska armia wybrała innego pingwina na jego miejsce, którego nazwano Nils Olav II. 18 sierpnia 2005 został honorowym dowódcą pułku (ang. Colonel-in-Chief). Pomiędzy 2008 a 2016 jego miejsce przejął Nils Olav III, który w 2016 roku mianowany został brygadierem, a w sierpniu 2023 roku generałem majorem.